# 嵇世臣
嵇世臣（1503年—1562年），字思用，號川南，浙江湖州府歸安縣人，民籍，明朝政治人物。

## 生平
嘉靖四年（1525年）乙酉科浙江鄉試第五名舉人。嘉靖十四年（1535年）乙未科二甲四十名進士。改庶吉士，送翰林院读书。十六年正月授翰林院编修。有《嵇川南稿》一卷。

## 家族
曾祖嵇璘，曾任縣丞；祖父嵇恒，曾任推官；父嵇昂。前母楊氏；繼母顧氏；生母王氏。慈侍下。